# Temnotrema scillae
Temnotrema scillae is een zee-egel uit de familie Temnopleuridae.
De wetenschappelijke naam van de soort werd in 1894 gepubliceerd door Giuseppe Mazzetti.